# Einband-Europameisterschaft 2017

Logo CEB (ausrichtender Verband)

Veranstaltungsort: Brandenburg / Havel

Die Einband-Europameisterschaft 2017 war das 62. Turnier in dieser Disziplin des Karambolagebillards und fand vom 29. April bis zum 2. Mai 2017 in Brandenburg an der Havel statt. Es war die 12. Einband-Europameisterschaft in Deutschland.

## Geschichte
Ab 2013 wird die Europameisterschaft nicht mehr als Einzelturnier veranstaltet, sondern bei einer Multi-Europameisterschaft bei der alle Disziplinen des Karambolsports ausgetragen werden. Diese Meisterschaft findet im zwei Jahresrhythmus statt.
Mit seinem 10. Titel im Einband, davon den 5. in Folge, für Frédéric Caudron bei Europameisterschaften endete das Turnier in Brandenburg an der Havel. Auch alle Turnierbestleistungen erzielte der Belgier. Zweiter wurde Jean Paul de Bruijn, der im Finale mit 63:150 in sechs Aufnahmen unterlag. Den dritten Platz teilten sich Raúl Cuenca und Raymund Swertz. Das allgemeine Niveau war, bis auf einige der vorne platzierten, durch die niedrigen Distanzen nicht sehr hoch.

## Modus
Gespielt wurde in acht Gruppen à 3 Teilnehmer bis 100 Punkte. Die Gruppensieger qualifizierten sich für das Viertelfinale. Ab hier wurde bis 120 Punkte gespielt. Platz drei wurde nicht ausgespielt.
Die Qualifikationsgruppen wurden nach Rangliste gesetzt. Es gab außer dem Titelverteidiger keine gesetzten Spieler mehr für das Hauptturnier.
1. MP = Matchpunkte
2. GD = Generaldurchschnitt
3. HS = Höchstserie

## Gruppenphase
| MP    | Match Points (Sieger = 2; Unentschieden = 1; Verlierer = 0) |
| Pkte. | Erzielte Karambolagen                                       |
| Aufn. | Benötigte Versuche                                          |
| GD    | Generaldurchschnitt                                         |
| BED   | Bester Einzeldurchschnitt eines Spielers                    |
| HS    | Höchstserie                                                 |
|       | Bester GD des Turniers                                      |
|       | Bester ED des Turniers                                      |
|       | Beste HS des Turniers                                       |
|       | 1. Platz (Gold)                                             |
|       | 2. Platz (Silber)                                           |
|       | 3. Platz (Bronze)                                           |

| Abschlusstabelle Gruppe A | Abschlusstabelle Gruppe A | Abschlusstabelle Gruppe A | Abschlusstabelle Gruppe A | Abschlusstabelle Gruppe A | Abschlusstabelle Gruppe A | Abschlusstabelle Gruppe A | Abschlusstabelle Gruppe A |
| Platz                     | Name                      | MP                        | Pkt.                      | Aufn.                     | GD                        | BED                       | HS                        |
| ------------------------- | ------------------------- | ------------------------- | ------------------------- | ------------------------- | ------------------------- | ------------------------- | ------------------------- |
| 1                         | Frédéric Caudron          | 4:0                       | 200                       | 16                        | 12,50                     | 14,28                     | 43                        |
| 2                         | Juan Espinasa             | 2:2                       | 164                       | 19                        | 8,63                      | 8,33                      | 42                        |
| 3                         | Alain Rémond              | 0:4                       | 172                       | 21                        | 8,19                      | –                         | 32                        |

| Abschlusstabelle Gruppe B | Abschlusstabelle Gruppe B | Abschlusstabelle Gruppe B | Abschlusstabelle Gruppe B | Abschlusstabelle Gruppe B | Abschlusstabelle Gruppe B | Abschlusstabelle Gruppe B | Abschlusstabelle Gruppe B |
| Platz                     | Name                      | MP                        | Pkt.                      | Aufn.                     | GD                        | BED                       | HS                        |
| ------------------------- | ------------------------- | ------------------------- | ------------------------- | ------------------------- | ------------------------- | ------------------------- | ------------------------- |
| 1                         | Jean-François Florent     | 3:1                       | 200                       | 34                        | 5,88                      | 6,66                      | 31                        |
| 2                         | Nicolas Gerassimopoulos   | 3:1                       | 200                       | 35                        | 5,71                      | 6,66                      | 53                        |
| 3                         | Tamas Szolnoki            | 0:4                       | 114                       | 39                        | 2,92                      | –                         | 27                        |

| Abschlusstabelle Gruppe C | Abschlusstabelle Gruppe C | Abschlusstabelle Gruppe C | Abschlusstabelle Gruppe C | Abschlusstabelle Gruppe C | Abschlusstabelle Gruppe C | Abschlusstabelle Gruppe C | Abschlusstabelle Gruppe C |
| Platz                     | Name                      | MP                        | Pkt.                      | Aufn.                     | GD                        | BED                       | HS                        |
| ------------------------- | ------------------------- | ------------------------- | ------------------------- | ------------------------- | ------------------------- | ------------------------- | ------------------------- |
| 1                         | Sven Daske                | 4:0                       | 200                       | 32                        | 6,25                      | 6,66                      | 38                        |
| 2                         | Arnim Kahofer             | 2:2                       | 164                       | 27                        | 6,07                      | 10,00                     | 31                        |
| 3                         | Johann Petit              | 0:4                       | 110                       | 25                        | 4,40                      | –                         | 33                        |

| Abschlusstabelle Gruppe D | Abschlusstabelle Gruppe D | Abschlusstabelle Gruppe D | Abschlusstabelle Gruppe D | Abschlusstabelle Gruppe D | Abschlusstabelle Gruppe D | Abschlusstabelle Gruppe D | Abschlusstabelle Gruppe D |
| Platz                     | Name                      | MP                        | Pkt.                      | Aufn.                     | GD                        | BED                       | HS                        |
| ------------------------- | ------------------------- | ------------------------- | ------------------------- | ------------------------- | ------------------------- | ------------------------- | ------------------------- |
| 1                         | Raymund Swertz            | 3:1                       | 200                       | 20                        | 10,00                     | 33,33                     | 52                        |
| 2                         | Bernard Villiers          | 3:1                       | 200                       | 26                        | 7,69                      | 11,11                     | 71                        |
| 3                         | Gerhard Ralis             | 0:4                       | 59                        | 12                        | 4,91                      | –                         | 16                        |

| Abschlusstabelle Gruppe E | Abschlusstabelle Gruppe E | Abschlusstabelle Gruppe E | Abschlusstabelle Gruppe E | Abschlusstabelle Gruppe E | Abschlusstabelle Gruppe E | Abschlusstabelle Gruppe E | Abschlusstabelle Gruppe E |
| Platz                     | Name                      | MP                        | Pkt.                      | Aufn.                     | GD                        | BED                       | HS                        |
| ------------------------- | ------------------------- | ------------------------- | ------------------------- | ------------------------- | ------------------------- | ------------------------- | ------------------------- |
| 1                         | Jean Paul de Bruijn       | 4:0                       | 200                       | 12                        | 16,66                     | 50,00                     | 95                        |
| 2                         | Grégory le Deventec       | 2:2                       | 114                       | 20                        | 5,70                      | 5,55                      | 36                        |
| 3                         | Dyonissi Tsokantas        | 0:4                       | 101                       | 28                        | 3,60                      | –                         | 15                        |

| Abschlusstabelle Gruppe F | Abschlusstabelle Gruppe F | Abschlusstabelle Gruppe F | Abschlusstabelle Gruppe F | Abschlusstabelle Gruppe F | Abschlusstabelle Gruppe F | Abschlusstabelle Gruppe F | Abschlusstabelle Gruppe F |
| Platz                     | Name                      | MP                        | Pkt.                      | Aufn.                     | GD                        | BED                       | HS                        |
| ------------------------- | ------------------------- | ------------------------- | ------------------------- | ------------------------- | ------------------------- | ------------------------- | ------------------------- |
| 1                         | Michel van Silfhout       | 3:1                       | 200                       | 23                        | 8,69                      | 9,09                      | 68                        |
| 2                         | Bernard Baudoin           | 3:1                       | 200                       | 28                        | 7,14                      | 9,09                      | 35                        |
| 3                         | Dawid Tonojan             | 0:4                       | 34                        | 29                        | 1,17                      | –                         | 3                         |

| Abschlusstabelle Gruppe G | Abschlusstabelle Gruppe G | Abschlusstabelle Gruppe G | Abschlusstabelle Gruppe G | Abschlusstabelle Gruppe G | Abschlusstabelle Gruppe G | Abschlusstabelle Gruppe G | Abschlusstabelle Gruppe G |
| Platz                     | Name                      | MP                        | Pkt.                      | Aufn.                     | GD                        | BED                       | HS                        |
| ------------------------- | ------------------------- | ------------------------- | ------------------------- | ------------------------- | ------------------------- | ------------------------- | ------------------------- |
| 1                         | Raúl Cuenca               | 4:0                       | 200                       | 26                        | 7,69                      | 12,50                     | 29                        |
| 2                         | Marek Faus                | 2:2                       | 199                       | 30                        | 6,63                      | 8,33                      | 53                        |
| 3                         | Dieter Steinberger        | 0:4                       | 103                       | 20                        | 5,15                      | –                         | 25                        |

| Abschlusstabelle Gruppe H | Abschlusstabelle Gruppe H | Abschlusstabelle Gruppe H | Abschlusstabelle Gruppe H | Abschlusstabelle Gruppe H | Abschlusstabelle Gruppe H | Abschlusstabelle Gruppe H | Abschlusstabelle Gruppe H |
| Platz                     | Name                      | MP                        | Pkt.                      | Aufn.                     | GD                        | BED                       | HS                        |
| ------------------------- | ------------------------- | ------------------------- | ------------------------- | ------------------------- | ------------------------- | ------------------------- | ------------------------- |
| 1                         | Eddy Leppens              | 4:0                       | 200                       | 23                        | 8,69                      | 11,11                     | 45                        |
| 2                         | Xavier Gretillat          | 2:2                       | 198                       | 22                        | 9,00                      | 12,50                     | 52                        |
| 3                         | Adam Baca                 | 0:4                       | 62                        | 17                        | 3,64                      | –                         | 13                        |

## KO-Phase
|  | Viertelfinale Spiel bis 120 Punkte | Viertelfinale Spiel bis 120 Punkte | Viertelfinale Spiel bis 120 Punkte | Viertelfinale Spiel bis 120 Punkte | Viertelfinale Spiel bis 120 Punkte | Viertelfinale Spiel bis 120 Punkte |                     |                  | Halbfinale Spiel bis 120 Punkte | Halbfinale Spiel bis 120 Punkte | Halbfinale Spiel bis 120 Punkte | Halbfinale Spiel bis 120 Punkte | Halbfinale Spiel bis 120 Punkte | Halbfinale Spiel bis 120 Punkte |      |       | Finale Spiel bis 120 Punkte | Finale Spiel bis 120 Punkte | Finale Spiel bis 120 Punkte | Finale Spiel bis 120 Punkte | Finale Spiel bis 120 Punkte | Finale Spiel bis 120 Punkte |
|  |                                    |                                    |                                    |                                    |                                    |                                    |                     |                  |                                 |                                 |                                 |                                 |                                 |                                 |      |       |                             |                             |                             |                             |                             |                             |
|  |                                    | MP                                 | Pkt.                               | Aufn.                              | GD                                 | HS                                 |                     |                  |                                 |                                 |                                 |                                 |                                 |                                 |      |       |                             |                             |                             |                             |                             |                             |
|  |                                    | MP                                 | Pkt.                               | Aufn.                              | GD                                 | HS                                 |                     |                  |                                 |                                 |                                 |                                 |                                 |                                 |      |       |                             |                             |                             |                             |                             |                             |
|  | Jean Paul de Bruijn                | 2                                  | 120                                | 5                                  | 24,00                              | 61                                 |                     |                  |                                 |                                 |                                 |                                 |                                 |                                 |      |       |                             |                             |                             |                             |                             |                             |
|  | Jean Paul de Bruijn                | 2                                  | 120                                | 5                                  | 24,00                              | 61                                 |                     | MP               | Pkt.                            | Aufn.                           | GD                              | HS                              |                                 |                                 |      |       |                             |                             |                             |                             |                             |                             |
|  | Jean-François Florent              | 0                                  | 12                                 | 5                                  | 2,40                               | 10                                 |                     | MP               | Pkt.                            | Aufn.                           | GD                              | HS                              |                                 |                                 |      |       |                             |                             |                             |                             |                             |                             |
|  | Jean-François Florent              | 0                                  | 12                                 | 5                                  | 2,40                               | 10                                 | Jean Paul de Bruijn | 2                | 120                             | 9                               | 13,33                           | 39                              |                                 |                                 |      |       |                             |                             |                             |                             |                             |                             |
|  |                                    | MP                                 | Pkt.                               | Aufn.                              | GD                                 | HS                                 | Jean Paul de Bruijn | 2                | 120                             | 9                               | 13,33                           | 39                              |                                 |                                 |      |       |                             |                             |                             |                             |                             |                             |
|  |                                    | MP                                 | Pkt.                               | Aufn.                              | GD                                 | HS                                 |                     | Raúl Cuenca      | 0                               | 42                              | 9                               | 4,66                            | 16                              |                                 |      |       |                             |                             |                             |                             |                             |                             |
|  | Raúl Cuenca                        | 2                                  | 120                                | 22                                 | 5,45                               | 25                                 |                     | Raúl Cuenca      | 0                               | 42                              | 9                               | 4,66                            | 16                              |                                 |      |       |                             |                             |                             |                             |                             |                             |
|  | Raúl Cuenca                        | 2                                  | 120                                | 22                                 | 5,45                               | 25                                 |                     |                  |                                 |                                 |                                 |                                 |                                 | MP                              | Pkt. | Aufn. | GD                          | HS                          |                             |                             |                             |                             |
|  | Sven Daske                         | 0                                  | 55                                 | 22                                 | 2,50                               | 19                                 |                     |                  |                                 |                                 |                                 |                                 |                                 | MP                              | Pkt. | Aufn. | GD                          | HS                          |                             |                             |                             |                             |
|  | Sven Daske                         | 0                                  | 55                                 | 22                                 | 2,50                               | 19                                 | Jean Paul de Bruijn | 0                | 63                              | 6                               | 10,50                           | 35                              |                                 |                                 |      |       |                             |                             |                             |                             |                             |                             |
|  |                                    | MP                                 | Pkt.                               | Aufn.                              | GD                                 | HS                                 | Jean Paul de Bruijn | 0                | 63                              | 6                               | 10,50                           | 35                              |                                 |                                 |      |       |                             |                             |                             |                             |                             |                             |
|  |                                    | MP                                 | Pkt.                               | Aufn.                              | GD                                 | HS                                 |                     | Frédéric Caudron | 2                               | 120                             | 6                               | 20,00                           | 55                              |                                 |      |       |                             |                             |                             |                             |                             |                             |
|  | Raymund Swertz                     | 2                                  | 120                                | 10                                 | 12,00                              | 47                                 |                     | Frédéric Caudron | 2                               | 120                             | 6                               | 20,00                           | 55                              |                                 |      |       |                             |                             |                             |                             |                             |                             |
|  | Raymund Swertz                     | 2                                  | 120                                | 10                                 | 12,00                              | 47                                 |                     | MP               | Pkt.                            | Aufn.                           | GD                              | HS                              |                                 |                                 |      |       |                             |                             |                             |                             |                             |                             |
|  | Eddy Leppens                       | 0                                  | 85                                 | 10                                 | 8,50                               | 20                                 |                     | MP               | Pkt.                            | Aufn.                           | GD                              | HS                              |                                 |                                 |      |       |                             |                             |                             |                             |                             |                             |
|  | Eddy Leppens                       | 0                                  | 85                                 | 10                                 | 8,50                               | 20                                 | Frédéric Caudron    | 2                | 120                             | 2                               | 60,00                           | 118                             |                                 |                                 |      |       |                             |                             |                             |                             |                             |                             |
|  |                                    | MP                                 | Pkt.                               | Aufn.                              | GD                                 | HS                                 | Frédéric Caudron    | 2                | 120                             | 2                               | 60,00                           | 118                             |                                 |                                 |      |       |                             |                             |                             |                             |                             |                             |
|  |                                    | MP                                 | Pkt.                               | Aufn.                              | GD                                 | HS                                 |                     | Raymund Swertz   | 0                               | 4                               | 2                               | 2,00                            | 2                               |                                 |      |       |                             |                             |                             |                             |                             |                             |
|  | Frédéric Caudron                   | 2                                  | 120                                | 8                                  | 15,00                              | 44                                 |                     | Raymund Swertz   | 0                               | 4                               | 2                               | 2,00                            | 2                               |                                 |      |       |                             |                             |                             |                             |                             |                             |
|  | Frédéric Caudron                   | 2                                  | 120                                | 8                                  | 15,00                              | 44                                 |                     |                  |                                 |                                 |                                 |                                 |                                 |                                 |      |       |                             |                             |                             |                             |                             |                             |
|  | Michel van Silfhout                | 0                                  | 47                                 | 8                                  | 5,87                               | 19                                 |                     |                  |                                 |                                 |                                 |                                 |                                 |                                 |      |       |                             |                             |                             |                             |                             |                             |
|  | Michel van Silfhout                | 0                                  | 47                                 | 8                                  | 5,87                               | 19                                 |                     |                  |                                 |                                 |                                 |                                 |                                 |                                 |      |       |                             |                             |                             |                             |                             |                             |

## Abschlusstabelle
| MP    | Match Points (Sieger = 2; Unentschieden = 1; Verlierer = 0) |
| Pkte. | Erzielte Karambolagen                                       |
| Aufn. | Benötigte Versuche                                          |
| GD    | Generaldurchschnitt                                         |
| BED   | Bester Einzeldurchschnitt eines Spielers                    |
| HS    | Höchstserie                                                 |
|       | Bester GD des Turniers                                      |
|       | Bester ED des Turniers                                      |
|       | Beste HS des Turniers                                       |
|       | 1. Platz (Gold)                                             |
|       | 2. Platz (Silber)                                           |
|       | 3. Platz (Bronze)                                           |

| Phase                     | Platz | Name                    | MP   | Pkt. | Aufn. | GD    | BED   | HS  |
| ------------------------- | ----- | ----------------------- | ---- | ---- | ----- | ----- | ----- | --- |
| Finale                    | 1     | Frédéric Caudron        | 10:0 | 560  | 32    | 17,50 | 60,00 | 118 |
| Finale                    | 2     | Jean Paul de Bruijn     | 8:2  | 503  | 32    | 15,71 | 50,00 | 95  |
| Halb- finale              | 3     | Raúl Cuenca             | 6:2  | 362  | 57    | 6,35  | 12,50 | 29  |
| Halb- finale              | 3     | Raymund Swertz          | 5:3  | 324  | 32    | 10,12 | 33,33 | 52  |
| Viertel- finale           | 5     | Eddy Leppens            | 4:2  | 285  | 33    | 8,63  | 11,11 | 45  |
| Viertel- finale           | 6     | Sven Daske              | 4:2  | 255  | 54    | 4,72  | 6,66  | 38  |
| Viertel- finale           | 7     | Michel van Silfhout     | 3:3  | 247  | 31    | 7,96  | 9,09  | 68  |
| Viertel- finale           | 8     | Jean-François Florent   | 3:3  | 212  | 39    | 5,43  | 6,66  | 31  |
| Gruppen- phase            | 9     | Bernard Villiers        | 3:1  | 200  | 26    | 7,69  | 11,11 | 71  |
| Gruppen- phase            | 10    | Bernard Baudoin         | 3:1  | 200  | 28    | 7,14  | 9,09  | 35  |
| Gruppen- phase            | 11    | Nicolas Gerassimopoulos | 3:1  | 200  | 35    | 5,71  | 6,66  | 53  |
| Gruppen- phase            | 12    | Xavier Gretillat        | 2:2  | 198  | 22    | 9,00  | 12,50 | 52  |
| Gruppen- phase            | 13    | Juan Espinasa           | 2:2  | 164  | 19    | 8,63  | 8,33  | 42  |
| Gruppen- phase            | 14    | Marek Faus              | 2:2  | 199  | 30    | 6,63  | 8,33  | 53  |
| Gruppen- phase            | 15    | Arnim Kahofer           | 2:2  | 164  | 27    | 6,07  | 10,00 | 31  |
| Gruppen- phase            | 16    | Grégory le Deventec     | 2:2  | 114  | 20    | 5,70  | 5,55  | 36  |
| Gruppen- phase            | 17    | Alain Rémond            | 0:4  | 172  | 21    | 8,19  | –     | 32  |
| Gruppen- phase            | 18    | Dieter Steinberger      | 0:4  | 103  | 20    | 5,15  | –     | 25  |
| Gruppen- phase            | 19    | Gerhard Ralis           | 0:4  | 59   | 12    | 4,91  | –     | 16  |
| Gruppen- phase            | 20    | Johann Petit            | 0:4  | 110  | 25    | 4,40  | –     | 33  |
| Gruppen- phase            | 21    | Adam Baca               | 0:4  | 62   | 17    | 3,64  | –     | 15  |
| Gruppen- phase            | 23    | Tamas Szolnoki          | 0:4  | 114  | 39    | 2,92  | –     | 27  |
| Gruppen- phase            | 24    | Dawid Tonojan           | 0:4  | 34   | 29    | 1,17  | –     | 3   |
| Turnierdurchschnitt: 6,98 |       |                         |      |      |       |       |       |     |